# 小竹海広
小竹 海広（おだけ みひろ、1990年〈平成2年〉 - ）は日本のコピーライター、クリエイティブディレクター。「岡崎体育÷JINRO」や「ゼンショー×エヴァ」などのCMを手掛け、Paris Saint-Germain JAPAN TOUR 2022では「全員、超人」のコピーを手掛けた。近年では、伊藤園「お〜いお茶」のブランドキャンペーン「お〜いオオタニサン！」や「お茶の常識、すてましょう。」を企画・制作。大谷翔平を起用し、CM好感度調査で上位にランクインするなど高い評価を得た。「お〜いオオタニサン！」では、声優・水樹奈々を“お茶の声”として起用したCMも話題を呼んだ。また、クリエイティブディレクター・コピーライターとして携わったファミリーマートのキャンペーン「おむすび二刀流、解禁。」「僕はおむすびのおいしい国に生まれた。」では、発売から3週間で900万個の販売につながるなど、話題を集めた。
釜山国際広告祭 AD STARS 第11回「NEW STARS」銅賞 受賞者。2022年現在、広告事務所HELLO IDEA代表。2022年4月から株式会社CIRCUSにも所属している。
J. Walter Thompson JapanやTBWA\HAKUHODO、株式会社GO（通称：The Breakthrough Company GO）などのコピーライターを歴任。2021年1月、SNSの誹謗中傷を抑制するために「#この指とめよう」屋外広告を渋谷スクランブル交差点近くに設置。同年5月には一般社団法人「この指とめよう」を設立して代表理事に就任していたが、同年11月に活動停止。2022年5月には著書『言葉のアップデート術』を出版。

## 来歴・人物

### 学生時代
早稲田大学創造理工学部建築学科では古谷誠章の研究室に所属し、卒業設計として「Hyper cycle city ー飛躍する自転車社会ー」に取り組んだ。東京大学大学院工学系研究科建築学専攻修了。「東京大学i.school」ではティーチングアシスタントとしてワークショップ「自動運転技術がつくる未来の暮らし」に携わる。2015年度修了で、千葉学研究室での修士論文は「Kinectを用いた建築的空間情報の記録・分析手法について」。学生時代にTwitterで発信した投稿が話題になったことから、SNSにのめりこんでいったという。

### 広告業界へ
広告業界に進み、J. Walter Thompson Japanでは「そばアレルギータトゥーチェッカー」に関与したことがある。その後、TBWA\HAKUHODOに転職し、「岡崎体育÷JINRO」やマクドナルドの新入生応援メッセージ、エイプリルフール企画などにコピーライターとして参加。旭化成ホームプロダクツのCM「【閲覧注意】あなたの隣に“それ”がいる」は2018年の第5回ブレーンオンライン動画コンテストBOVAに出品され、ファイナリストとなった。同年2018年には清水万里合とともに釜山国際広告祭AD STARSの第11回「NEW STARS」で銅賞を受賞している。

### The Breakthrough Company GO時代
その後、ByteDanceのクリエイティブマネージャーを経て、三浦崇宏が設立したThe Breakthrough Company GOに在籍していた。同社ではシン・エヴァンゲリオン劇場版とゼンショー各店のコラボレーション企画を推進。この「ゼンショー×EVANGELION 外食5チェーン共同作戦」を担当した株式会社グラウンドワークスは、後に「日本キャラクター大賞2022」プロモーション・ライセンシー賞を受賞している。
2020年10月には小竹が発起人となり、SNSの誹謗中傷を抑制するためのメッセージ広告プロジェクト「#この指とめよう」のクラウドファンディングを開始。田村淳氏らの共感も呼び、321万6386円の資金を獲得。翌2021年1月18日から同月30日まで、渋谷スクランブル交差点近くに屋外広告が掲げられた。さらに同年5月25日に代表理事として一般社団法人「この指とめよう」を設立。しかし設立後すぐ、過去に小竹がTwitterで行っていた不適切なツイートなどが問題となり、同月30日に小竹は謝罪と方向性の見直しを表明。同年11月には活動を停止した。
また、2021年4月にはケアワーカーのケアを進める「care for careworkerプロジェクト実行委員会」でもコピーライティングを担当。損保ジャパンのCM制作にも参加し、2021年にABCマートが商品「CONVERSE ALL STAR LIGHT WR」のために制作したCM『僕たちは同じ星のもとで、つながっている。』では日韓合同ダンスボーカルグループORβITを起用した。また、TBS『ラヴィット!』の「日本でいちばん明るい朝番組」も担当。GOには2022年1月まで在籍していた。

### 広告事務所HELLO IDEA代表
小竹は2019年から副業として広告事務所HELLO IDEAを主宰しており、2022年現在は同事務所の代表を務める。2022年5月には単著『言葉のアップデート術』を刊行。同書では言葉で傷つけたり誤解のないように、時代に合わせて言葉遣いをアップデートする思考法を解説しており、「デカい主語から、小さな主語へ」や「ヒトの話から、コトの話へ」といった24の型が紹介されている。
2022年4月に春より株式会社CIRCUSに入社。Paris Saint-Germain JAPAN TOUR 2022の企画制作にクリエイティブディレクター・コピーライターとして途中から参加し、「全員、超人。」のコピーを手掛ける。同コピー考案にあたりサッカー好きでない人を意識したといい、ツアーアンバサダーを務めた三浦知良には記者会見で「まさに『全員、超人。』だよね」と言ってもらえ、ツアー後にはSNS上でも「本当に全員超人だった」という言及があったという。
その後も、話題性と商品性を両立させる広告キャンペーンを多数手がけており、発売から３週間で900万個のおむすびの販売につながったファミリーマート「おむすび二刀流、解禁。」「僕はおむすびのおいしい国に生まれた。」、2024年〜2025年にかけては伊藤園「お〜いお茶」のブランド施策「お〜いオオタニサン！」および「お茶の常識、すてましょう。」を担当。「お〜いオオタニサン！」では大谷翔平の起用とともに、声優・水樹奈々を“お茶の声”としてナレーションに起用したCMも展開され、SNSなどで話題を呼んだ。また、同キャンペーンは第73回日経広告賞・食品・医薬日用品部門を受賞したほか、新聞広告賞2024 広告主部門・優秀賞も受賞している。大谷翔平出演のCMは、2025年3月後期のCM好感要因ランキングにおいて「商品にひかれた」部門で上位にランクインするなど、好評を博した。
広告クリエイターとしては「マスとバズの二刀流」を流儀にしているという

## この指とめよう
小竹が発起人となった「#この指とめよう」の屋外広告企画は、SNSの誹謗中傷を抑制するためのメッセージ広告プロジェクトとして、CAMPFIREとThe Breakthrough Company GOが連携して「みんなでつくる広告機構 AD FOR GOOD」により行われた。クラウドファンディングで資金を集めることにし、田村淳らの共感も呼んだ。321万6386円の資金を獲得し、屋外広告はMAGNET by SHIBUYA109 ビッグボードに2021年1月18日から同月30日まで設置された。これは写実的な指のグラフィックが特徴的であった。
同年5月25日には、代表理事として一般社団法人「この指とめよう」を設立。監視チームがSNSにおける誹謗中傷の多発を発見するとリアルタイムに啓発広告を表示させるもので、誹謗中傷や風評被害への対策を取り扱うシエンプレ社と提携していた。メンタルケア、情報開示請求、損害賠償請求といった被害者へのサポートや、児童向け啓発本の作成・認定も計画。ジャーナリストの津田大介や佐々木俊尚、ブロガーのはあちゅう、相模女子大学特任教授の白河桃子、NPO「D×P」理事長の今井紀明らがアドバイザリーボードメンバーに名を連ねた。
しかし設立後すぐ、過去に小竹がTwitterで行っていた、芸能人に対する不適切なツイートなどが問題となる。同月30日にTwitter上で「私が過去に、SNSで傷つけてしまった方や、その家族、関係者様、支援企業・運営関係の皆さま、全ての方に心からお詫びを申し上げます」「自分の未熟さを後悔し、反省しております」といった謝罪を表明。「方向性の見直しを含めて、関係各所との熟議を重ねて参ります。」とした。2021年11月までには公式サイトや公式Twitterが削除され、活動を停止。同月6日には佐々木俊尚が釈明を行った。
なお、「この指とめよう」は「ガジェット通信ネット流行語大賞2021上半期」にノミネートされている。また、小竹は自書『言葉のアップデート術』の「おわりに」において、人間が一日に数千単語を話すとのデータを引き合いに、「そのうちたった一単語を切り取って不毛な批判をしないようにしましょう」、「大きな視野をもつことが必要です」と釈明している。さらに、他の要因も影響していると断りながらも、屋外広告やその後の反響よりもクラウドファンディングを募っていた間の方が、ネットの誹謗中傷を減らす上で「実効性があったという仮説」を紹介している。

## 主な業績

### 主な受賞歴
- 2018年 - 釜山国際広告祭 AD STARS 第11回「NEW STARS」銅賞（TEAM「SLACK MANIAC」として清水万里合と共同受賞）[1][22]
- 2021年度- ヤングスパイクスコンペティション Integrated 部門 特別賞（「Elite Fish」で清水万里合と共同受賞）[14][15][注 8]

ほか、小竹が関与したものの受賞実績
- 「日本キャラクター大賞2022」プロモーション・ライセンシー賞 - 「ゼンショー×EVANGELION 外食5チェーン共同作戦」[注 1]で株式会社グラウンドワークスが受賞[39]。

### ファイナリスト選出
- 2018年 - 第5回ブレーンオンライン動画コンテストBOVAファイナリスト（「【閲覧注意】あなたの隣に“それ”がいる」で太陽企画の大柿鈴子と連名）[36]

## 主な著作

### 著書
- 『言葉のアップデート術』クロスメディア・パブリッシング、2022年5月、ISBN 9784295406822。

### 寄稿
- 小竹海広、清水万里合、宣伝会議 編集部 (2019年5月17日). “令和なう。平成最後のNEW STARS受賞者のつぶやき — 釜山国際広告祭 AD STARS 2018レポート”. pp.1-3. Adver Times. 2019年5月18日時点のオリジナルからアーカイブ。2022年1月19日(UTC)閲覧。
- 小竹海広 (2019年8月8日). “累計運用フォロワー300万人越え広告クリエイターが考える「バズの６系統」とは？”. kakeru. 株式会社オプト. 2021年6月3日時点のオリジナルよりアーカイブ。2021年5月29日(UTC)閲覧。
- 小竹海広 (2022年5月27日). “「最近の若者は」が若者の心に響かない深い理由 ― 主語を変えるだけで伝わり方は大きく変わる ―”. 東洋経済オンライン. 東洋経済新報社. 2022年5月29日(UTC)閲覧。
- 小竹海広 (2022年6月3日). “｢女性にうれしい低カロリー｣に抱く違和感の正体 ― 言葉に潜む｢考え方の偏り｣を正しく理解しよう ―”. 東洋経済オンライン. 東洋経済新報社. 2022年6月14日(UTC)閲覧。
- 小竹海広 (2022年6月10日). “100人の村で考える｢モテ期は3回｣が意味するもの ― 中央値と平均値を知る事で見える世界が変わる ―”. 東洋経済オンライン. 東洋経済新報社. 2022年6月14日(UTC)閲覧。